# Крючкова, Екатерина Ивановна
Екатерина Ивановна Крючкова (род. 22 февраля 1949 год) — заслуженный тренер России (1992), теннисистка, мастер спорта СССР (1967).

## Биография
Екатерина Ивановна Крючкова родилась 22 февраля 1949 года. В десятилетнем возрасте стала играть в теннис. Первым тренером спортсменки была Нина Сергеевна Теплякова. Занималась в один период с другим известным теннисистом Шамилем Тарпищевым.
В 1959—1972 годах выступала за ДСО «Динамо», в 1972—1983 за «Труд», в 1983—1993 годах вновь за ДСО «Динамо». Екатерина Крючкова стала чемпионкой Всесоюзной спартакиады школьников в 1967 году в паре, финалисткой чемпионата СССР среди молодежи в 1969 году. В 1966—1967 году становилась чемпионкой ЦС «Динамо». В 1968—1969 годах стала победительницей мемориалов Зигмунда и стала финалисткой чемпионата СССР в паре в 1970 году.
С 1975 года занялась тренерской работой. Была тренером в 1975—1983 годах в МГС «Труд», в 1983—1989 годах в Московском областном совете «Динамо», в 1989—1993 в МГС «Динамо». Тренировала Даниила Медведева, И. Фишкину, Е. Подольскую, А. Кузьмину, Л. Левину, Елену Бовину. Екатерина Крючкова была первым тренером Веры Звонарёвой и лично искала финансы для того, чтобы она могла продвигаться в карьере теннисистки. Она тренировала Веру Звонарёву на протяжении 11 лет, смогла найти к ней индивидуальный подход и по ее собственным словам, всегда в нее верила. Исходя из физических данных, старалась не перегружать подопечную часами тренировок, просто делать их более интенсивными. Работает тренером ДЮШС «Чайка»